# Gavião (Schiff, 1897)
Die Gavião (dt. „Falke“) war ein 1897 gebautes portugiesisches Fracht- und Passagierschiff, das in der Küstenschifffahrt der Inselgruppe Madeira eingesetzt wurde. Die Gavião war aufgrund seiner Größe und langen Dienstzeit der bekannteste Küstendampfer.

## Bau und technische Daten
Das Schiff wurde 1897 auf der Victoria Shipyard des Werftunternehmens Ramage & Ferguson in Leith (Schottland) unter der Baunummer 151 auf Kiel gelegt. Der Schiffsrumpf war in Kompositbauweise gehalten, dabei war die Außenhaut mit Holz beplankt. Der Stapellauf fand am 5. Mai 1897 unter dem Namen Gavião statt, die Fertigstellung und Ablieferung an Charles Blandy (London und Funchal) erfolgte im Juni 1897.
Ihre Länge betrug nach Angaben in der portugiesischen Literatur 34 Meter, nach Werftangaben 29,23 Meter (Originalangaben: 95,92 ft), sie war laut Werft 6,40 Meter (21,0 ft) breit und wies einen Tiefgang von 2,80 Metern (9,2 ft) auf. Das Schiff war mit 102 BRT bzw. 60 NRT vermessen. Der Antrieb bestand aus einer Zweizylinder-Zweifach-Expansionsmaschine von Ramage & Ferguson, deren Leistung 29 nominale Pferdestärken (nhp) betrug und auf eine Schraube wirkte. Nach dem Zweiten Weltkrieg wurde die Maschine durch einen Dieselmotor ersetzt, über den keine weiteren Angaben vorliegen.

## Geschichte
Der neue Eigner, Charles Blandy, registrierte das Schiff zunächst in Leith (Schottland). Bereits am 14. Juni 1897 verließ der Dampfer seinen Heimathafen und fuhr über Plymouth nach Madeira. Dort wurde er unter der Flagge Portugals mit Heimathafen Funchal registriert. 1901 wurde als Eigner J. E. Martins aus Funchal eingetragen.
Auf Madeira verband die Gavião von 1897 bis etwa zur Mitte des 20. Jahrhunderts Funchal und seinen Seehafen mit den kleinen Küstenorten der Insel. Bis zum Ausbau des Straßennetzes für den Autoverkehr spielte die Küstenschifffahrt auf Madeira eine wichtige Rolle für den Waren- und Personentransport, da der Transport mit Schiffen oft viel einfacher war als über den Landweg mit oft schroffen Bergwegen. Ausländische Waren wurden über Funchal eingeführt und mit Schiffen in die einzelnen Küstenorte weiterverteilt, lokale Produkte – wie Wein von der Nordküste – nahmen den umgekehrten Weg. Bis Ende des 19. Jahrhunderts erfolgte die Küstenschifffahrt mit Segel- und Ruderbooten („carreireiros“), dann übernahmen sukzessive kleine Dampfschiffe wie die Gavião, Açor, Bútio und Falcão diese Aufgabe. Zugleich wurden ab der zweiten Hälfte des 19. Jahrhunderts an vielen Küstenorten Kaianlagen gebaut, die das Be- und Entladen der Schiffe vereinfachten.
Zusätzlich zu seinen Fahrten im Küstenverkehr der Insel unternahm der Dampfer von den 1930er- bis in die späten 1940er-Jahre in den Sommermonaten Ausflugsfahrten zur Nachbarinsel Porto Santo. Diese Fahrten erfolgten nicht als Linienverbindung, sondern verbanden die beiden Inseln unregelmäßig.
Weite Teile der Geschichte des Dampfers sind dagegen unklar: Es gibt Hinweise auf einen Umbau zwischen den 1920er- und 1940er-Jahren, aber auch, dass das Schiff während eines Sturmes 1926 gesunken sein soll. Zudem soll der Dampfer über die Inselgruppe Madeira hinaus auch nach Ponta Delgada auf den Azoren verkehrt haben. Bekanntheit erlangte der Dampfer neben seiner Größe und langen Dienstzeit auch aufgrund seiner Hilfseinsätze für in Seenot geratene Schiffe vor der Küste. So half die Gavião im November 1938 dem Küstenfrachtschiff Funchalense der Empresa de Navegação Madeirense, dessen Motor ausgefallen war und auf die Küste von Porto Santo zutrieb. Die Gavião lief aus und schleppte den Havaristen nach Funchal, wo die Maschine repariert werden konnte.
Anfang der 1950 wurde die Gavião durch die zwar kleinere und geringer motorisierte, aber modernere und in den kleinen Häfen wendigere Milano ersetzt. Der alte Dampfer wurde in Funchal abgewrackt.

## Trivia
1992 hat die portugiesische Post eine Serie von Briefmarken herausgegeben, mit der für Madeira bedeutsame Schiffe vorgestellt wurden. Darunter befand sich auch eine Briefmarke zu 38 Centavos mit einer Abbildung der Gavião.